# Nagykállói kistérség
A Nagykállói kistérség kistérség Szabolcs-Szatmár-Bereg megyében, központja Nagykálló.

## Települései
- Balkány
- Biri
- Bököny
- Érpatak
- Geszteréd
- Kállósemjén
- Nagykálló
- Szakoly
- Újfehértó

## Fekvése
A Nagykállói kistérség öt másikkal szomszédos: északról a Nyíregyházai, északkeletről a Baktalórántházai, keletről a Nyírbátori, délről a Hajdúhadházi, nyugatról pedig a Hajdúböszörményi kistérség határolja.